# Al-Mundhir III ibn al-Harith
Vous lisez un « bon article » labellisé en 2013.
Al-Mundhir III ibn al-Harith, connu dans les sources grecques comme Flavios Alamoundaros (Φλάβιος Ἀλαμούνδαρος), est roi des Ghassanides de 569 à environ 581. Fils d'al-Harith ibn Jabalah, il succède à son père en tant que roi, mais également à la tête des clients et alliés arabes de l'Empire byzantin à l'est, avec le rang de patrice. Malgré d'importantes victoires sur les rivaux Lakhmides, royaume arabe à la solde de l'Empire perse, les relations avec Byzance se détériorent sous son règne à cause de son monophysisme convaincu, opposé au chalcédonisme préféré par le pouvoir byzantin. L'alliance se rompt totalement en 572, lorsqu'il découvre un projet d'assassinat commandité par les Byzantins. Les relations sont restaurées en 575 et Mundhir obtient de l'empereur la reconnaissance de son statut royal et la promesse de tolérance envers l'Église monophysite.
En 580 et 581 Mundhir participe à une infructueuse campagne contre la capitale perse Ctésiphon, aux côtés du général byzantin Maurice. L'échec de la campagne provoque une dispute entre les deux hommes, Maurice accusant Mundhir de trahison. Des agents byzantins capturent Mundhir qui est alors conduit à Constantinople mais il n'est pas jugé. Son arrestation provoque un soulèvement parmi les Ghassanides conduits par son fils, al-Nu'man. Quand Maurice accède au trône en 582, Mundhir est exilé en Sicile bien que, d'après une source syriaque, il ait été autorisé à retourner dans sa contrée natale après le renversement de Maurice en 602.

## Contexte

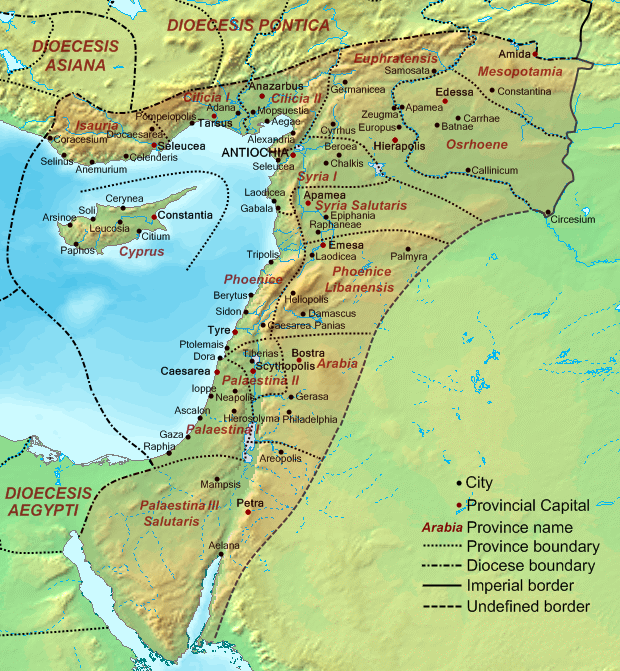
Le diocèse byzantin de l'Est, où les Ghassanides sont établis.

Les Ghassanides sont un royaume arabe alliée des Byzantins (fœderati) qui s'installent sur la face est de la frontière de l'Empire. Ils font face aux Lakhmides, une autre puissant royaume arabe à la solde du principal antagoniste de Byzance, l'Empire perse sassanide. Convertis à la foi chrétienne, ils adoptent la doctrine monophysite majoritaire en Syrie qui rejette les conclusions du concile de Chalcédoine de 451 sur la nature du Christ,.
La religion étant intimement liée au pouvoir impérial, l'opposition entre pro-chalcédoniens et monophysites, majoritaires dans les riches provinces égyptienne et syrienne, divise l'Empire byzantin. Les différents empereurs s'efforcent d'abord de trouver un arrangement par la négociation avec le clergé monophysite, jusqu'à la fin du règne de Justin II (r. 565-578) qui voit une radicale condamnation de la doctrine,. Les rois ghassanides, fortement impliqués dans l'organisation de l'Église monophysite depuis le règne d'al-Harith V et qui font figure à Constantinople de protecteurs des monophysites en Syrie, s'attirent dès lors la défiance du pouvoir impérial,,.

## Biographie

### Succession et début de règne
Mundhir est le fils d'al-Harith V, roi des Ghassanides et phylarque suprême des fédérés (fœderati) arabes à la frontière orientale de l'Empire byzantin,. Le père de Mundhir est élevé au statut de roi et de phylarque suprême par l'empereur byzantin Justinien Ier (r. 527–565), qui souhaite ainsi créer un puissant opposant aux rois lakhmides. Mundhir est désigné comme héritier dès 563 lors d'une visite de son père à Constantinople. Il lui succède à sa mort en 569. Il semble que Mundhir hérite dans la foulée des titres byzantins de son père, cas exceptionnel, ces titres n'étant habituellement pas héréditaires mais acquis progressivement. Il obtient ainsi le rang de patrice, l'appellation honorifique « le plus honorable » (paneuphemos) et le prestigieux gentilé (gentilicium) honorifique « Flavius », porté par les empereurs et les consuls byzantins.
Peu après la mort de Harith, le territoire des Ghassanides est attaqué par Qabus ibn al-Mundhir, le nouveau roi lakhmide, qui tente de tirer profit de la situation. Les forces de Qabus sont repoussées et la contre-attaque de Mundhir en territoire lakhmide lui permet d'amasser un butin important. Alors qu'elle fait demi-tour, l'armée ghassanide affronte à nouveau les Lakhmides et leur inflige une lourde défaite,. Après ce succès militaire, Mundhir écrit à l'empereur byzantin Justin II (r. 565–578) afin de lui demander d'envoyer de l'or pour ses hommes. Cette requête rend Justin furieux : il envoie à son commandant local une lettre lui ordonnant d'attirer le roi arabe dans un piège et de le faire tuer. Cette lettre tombe dans les mains de Mundhir qui rompt alors ses relations avec l'Empire et refuse d'engager ses forces aux côtés des Byzantins lors d'une nouvelle guerre avec l'Empire sassanide en 572,.

### Retour sous allégeance byzantine
Les Byzantins s'appuyant sur les Ghassanides pour couvrir les abords de la Syrie, leur retrait de l'alliance laisse une importante brèche à la frontière sud de l'Empire, qui perdure trois ans. En 575, Mundhir retourne sous allégeance byzantine grâce à la médiation du général Justinien, qu'il rencontre à Sergiopolis. Immédiatement après cette réconciliation, Mundhir rassemble secrètement une armée et lance une attaque contre Hirah, la capitale lakhmide qui, à cette époque, est probablement la ville du monde arabe la plus grande, la plus prospère, et la plus active culturellement. La ville est mise à sac, pillée et brûlée, excepté les églises. Selon les récits de Jean d'Éphèse, Mundhir donne une grande partie de son butin issu de cette expédition à des monastères et aux pauvres,,. La même année, Mundhir se rend à Constantinople où il est récompensé d'une couronne ou diadème (stemma), marquant le renouvellement formel de son rôle en tant que chef des clients arabes de Byzance.
La guerre contre l'Empire sassanide est interrompue par une trêve de trois ans convenue en 575. En 578, les hostilités reprennent entre les deux puissances, mais les sources fragmentaires de l'époque ne mentionnent pas de participation ghassanide pendant les deux premières années. En 580, Mundhir est invité par l'empereur Tibère II (578-582) à se rendre à nouveau à la capitale. Il y arrive le 8 février, accompagné par deux de ses fils, et est fastueusement reçu. À cette occasion, parmi une multitude d'autres cadeaux, il se voit offrir une couronne royale, remplaçant la couronne plus simple ou le diadème précédemment reçu,,.
Lors de son séjour à Constantinople, Mundhir reçoit la permission de l'empereur de tenir un concile d'Église monophysite, qui se réunit le 2 mars 580. Ce concile réussit, bien que pour une brève période, à réconcilier les diverses factions et sectes des monophysites. C'est un objectif qui tient à cœur à Mundhir, comme lorsqu'il intervient dans la querelle entre Jacques Baradée et Paul le Noir, le patriarche monophysite d'Antioche,,. Avant de quitter la capitale impériale, le roi des Ghassanides obtient également la promesse de l'empereur que les persécutions des Monophysites cesseront. Lorsqu'il retourne chez lui, Mundhir découvre que les Lakhmides et les Perses ont tiré profit de son absence pour lancer des raids sur ses domaines. Réunissant ses forces, il fond sur leur armée, les bat et retourne dans ses terres avec le butin de guerre,.
En été 580 ou 581, Mundhir se rend avec son armée à Circesium sur le fleuve Euphrate, où il se joint aux forces byzantines sous le commandement du nouveau maître des milices pour l'Orient (magister militum per Orientem), Maurice, pour une campagne profonde dans le territoire perse. La force combinée marche vers le sud le long du fleuve, accompagnée par une flotte de navires. Elle prend d'assaut la forteresse d'Anatha et continue sa route jusqu'à atteindre la région de Beth Aramaye en Mésopotamie centrale, près de la capitale perse Ctésiphon. Là, cependant, elle trouve le pont enjambant l'Euphrate détruit par les Perses,. Sans possibilité de marcher sur Ctésiphon, l'armée alliée est forcée de battre en retraite, d'autant plus qu'au même moment, le général perse Adarmahan tire profit de l'absence de l'armée byzantine et mène librement des raids en Osroène, dont il pille la capitale, Édesse. La retraite est difficile pour l'armée épuisée, et Maurice et Mundhir s'échangent des récriminations sur l'échec de l'expédition. Les deux hommes coopèrent cependant pour forcer Adarmahan à se retirer, et lui infligent une défaite à Callinicum,. Lors de son retour, Mundhir apprend qu'une force perso-lakhmide se prépare à une nouvelle attaque contre le domaine ghassanide. Il se rend immédiatement à leur rencontre, engage le combat et écrase leur armée, avant de continuer et de capturer le camp ennemi. C'est sa dernière victoire,.

### Arrestation et exil

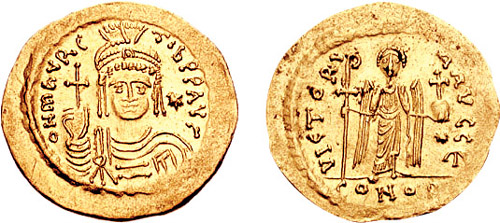
Solidus de l'empereur Maurice.

Malgré ses succès, Mundhir est accusé par Maurice de trahison pendant la précédente campagne. Maurice prétend que Mundhir aurait révélé leurs plans aux Perses qui détruisirent alors le pont enjambant l'Euphrate. Le chroniqueur Jean d'Ephèse qualifie explicitement cette assertion de mensonge : les intentions byzantines devaient, d'une façon ou d'une autre, avoir été claires aux généraux perses,. Maurice et Mundhir écrivent tous les deux des lettres à l'empereur Tibère qui tente de les réconcilier. Maurice se rend finalement en personne à Constantinople, où il réussit à convaincre l'empereur de la culpabilité du roi arabe. L'accusation de trahison est presque totalement rejetée par les historiens modernes. Pour Irfan Shahîd, historien spécialiste de la chrétienté arabe pré-islamique et des relations arabo-byzantines, l'aversion de Maurice pour le roi arabe auréolé de succès militaires semble être le moteur de l'accusation. Ceci est de plus aggravé par l'habituelle méfiance des Byzantins envers les « barbares » et la supposée traîtrise innée des Arabes, ainsi que par la foi monophysite de Mundhir.
Tibère ordonne donc l'arrestation de Mundhir, et un piège est tendu au roi ghassanide. Convoqué à Constantinople pour répondre des accusations de trahison, Mundhir choisit pour avocat son ami, le curator Magnus. Ce dernier, probablement byzantin originaire de la ville de Huwarine, dans le désert entre Damas et Palmyre, y aurait construit une église. Il convie Mundhir à le rejoindre avec le patriarche d'Antioche Grégoire pour la cérémonie de consécration. Mundhir, uniquement accompagné d'une petite escorte, est arrêté par les troupes byzantines qui stationnent en secret dans la ville. Il est conduit à Constantinople, rejoint sur le chemin par sa femme et trois de ses enfants. À la capitale, il est bien traité par Tibère, qui lui alloue une résidence confortable et une subvention, mais lui refuse une audience,. Pour Irfan Shahîd, ce traitement généreux et l'absence de procès indiquent que Tibère lui non plus ne croit pas aux charges retenues, mais qu'il a ordonné l'arrestation pour apaiser la forte faction anti-monophysite de la capitale impériale.
Pendant ce temps, l'arrestation de Mundhir provoque une révolte conduite par ses quatre fils menée par Nu'man. Pendant deux ans, l'armée ghassanide mène des raids dans les provinces byzantines à partir de diverses bases dans le désert, arrivant même à battre et tuer le duc byzantin d'Arabie lors d'une bataille à Bostra. Tibère réagit en élevant au rang de roi l'un des frères de Mundhir, de confession chalcédonienne. Une grande armée conduite par le général Magnus est envoyée à l'est pour contrer Nu`man et installer son oncle comme roi. La mission est un succès, mais le nouveau souverain meurt après seulement vingt jours de règne. Magnus réussit par ailleurs à soumettre ou subvertir l'allégeance de quelques tribus arabes mineures alors soumises aux Ghassanides. Magnus meurt en août 582, peu avant Tibère. Lors de l'accession de Maurice au trône, Nu`man se rend à la capitale impériale pour tenter une réconciliation avec Byzance. Au lieu de cela, il est lui aussi arrêté, jugé et condamné à mort, peine rapidement commuée en assignation à résidence.
Mundhir demeure à Constantinople jusqu'à la mort de Tibère. À l'accession au trône de Maurice, il est exilé en Sicile,. Mundhir est probablement l'homme mentionné par le pape Grégoire le Grand sous le nom d'Anamundarus en 600, indiquant qu'il est toujours en vie à cette date. Une chronique syriaque du XIIIe siècle mentionne par ailleurs qu'après le renversement de Maurice et son meurtre en 602, Mundhir est autorisé à rentrer dans sa contrée natale.

## Héritage

### Politique
Mundhir, à beaucoup d'égards, continue le chemin politique tracé par son père, Harith, et son grand-père, Jabalah, 80 ans plus tôt, lorsque ce dernier s'allia à l'Empire byzantin. Il reste un allié militaire performant, en particulier face aux autres Arabes, les tribus lakhmides, et permet de sécuriser la frontière sud-est de l'Empire qui voit alors ses intérêts politiques et commerciaux prospérer en Arabie. Malgré son implication dans la défense du monophysisme, il reste loyal à l'Empire, État chrétien par excellence. Comme le commente Irfan Shahîd, Mundhir se voit comme un « Odénat du VIe siècle, combattant pour l'Empire romain chrétien, comme son prédécesseur, il y a trois siècles, combattait l'Empire [perse] païen ».
Cependant, à la fin de sa vie, son caractère indépendant et sa volonté de protéger l'Église monophysite conduisent à sa chute et à son exil. Dans l'atmosphère très largement pro-chalcédonienne des règnes de Tibère et de Maurice, Mundhir ne peut compter sur aucun partisan influent à Constantinople, contrairement à son père, alors protégé par les penchants monophysites de l'impératrice Théodora,.
Les arrestations de Mundhir et de son fils Nu`man mettent un terme à l'ancienne alliance. En 584, Maurice fragmente le royaume ghassanide en quinze entités plus petites, criblées de dissensions et de conflits,. Certaines tribus arabes chrétiennes monophysites rejoignent alors l'Empire perse. La disparition du royaume ghassanide puis l'annexion du royaume lakhmide par l'Empire sassanide après l’exécution de son dernier roi Nu`man III en 602, marquent la fin des alliés-clients arabes des deux puissances. Les « boucliers protecteurs » face aux incursions venant du désert arabique sont alors perdus, et un vaste territoire, allant des parties désertiques de Syrie et d'Irak jusqu'au centre de la péninsule arabique, se retrouve alors sans véritable contrôle. Ce vide politique a pu jouer un rôle important en facilitant plus tard les conquêtes musulmanes de la Syrie et de la Perse,,. Pour l'historien Michael Whitby, les conquêtes musulmanes et avant elles la guerre d'une trentaine d'années entre l'Empire byzantin et l'Empire sassanide étant, en 584, encore très éloignées, la dissolution du royaume ghassanide peut simplement n'être que l'élimination d'un « voisin quasi-client ne réussissant que trop bien », risquant de devenir « trop puissant pour le bien de ses supposés patrons ».

### Religieux
Les Ghassanides laissent également un important héritage culturel. Leur patronage de l'Église syrienne monophysite fut crucial pour sa survie, son renouveau, et même son extension, par les activités missionnaires, vers le sud, en Arabie. Pour l'historien Warwick Ball, la promotion par les Ghassanides d'une forme plus simple et rigidement monothéiste du christianisme dans le contexte arabe spécifique de l'époque peut avoir devancé et préparé l'avènement de l'Islam,.

### Culturel

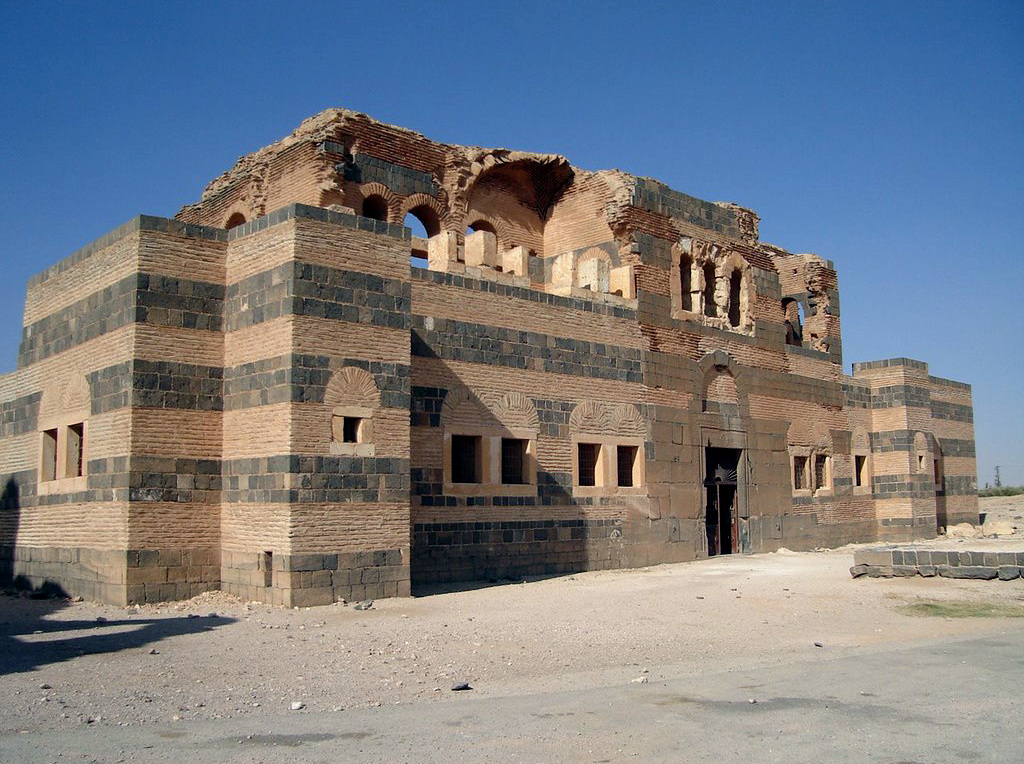
Qasr ibn Wardan en Syrie, probablement construit par les Byzantins pour les princes ghassanides.

Le règne des Ghassanides a également apporté une période de prospérité considérable pour les Arabes de la bordure orientale de la Syrie, comme le montrent le développement de l'urbanisation et la construction de plusieurs églises, monastères et d'autres bâtiments,.
Les descriptions existantes des cours ghassanides donnent une image de luxe et de vie culturelle active, avec un mécénat dans le domaine des arts, de la musique et de la poésie de langue arabe. Pour Warwick Ball, « les cours ghassanides étaient les centres les plus importants de la poésie arabe avant l'essor des cours califales ». Leur culture de cour, dont les penchants pour les palais dans le désert, comme le Qasr ibn Wardan, a servi de modèle aux cours des califes omeyyades,.
Parmi les vestiges architecturaux propres au règne de Mundhir, on retrouve une tour au sud de Doumeir et la prétendue « église extra-muros », aujourd'hui identifiée comme étant le prétoire de Mundhir, à Sergiopolis (aujourd'hui Resafa), où une inscription en grec célébrant Mundhir est toujours présente. Sergiopolis était un site d'importance particulière, lié à la popularité du culte de saint Serge chez les Arabes, et fut également, plus tard, le siège de constructions omeyyades,,.

### Sources primaires
- Ménandre le Protecteur, Histoires, 582.
- Jean d'Éphèse, Histoire ecclésiastique, 585.

### Études
- (en) Warwick Ball, Rome in the East: The Transformation of an Empire, Routledge, 2000 (ISBN 0-203-02322-6, lire en ligne)
- (en) C. Jonn Block, « Philoponian Monophysitism in South Arabia at the Advent of Islam With Implications for the English Translation of ‘Thalātha’ in Qurʾān 4. 171 and 5. 73 », Journal of Islamic Studies, vol. 23, no 1,‎ 2011, p. 1-26 (DOI 10.1093/jis/etr087, lire en ligne)
- (de) Gunnar N. Brands, « Der sogenannte Audienzsall des al-Mundir in Resafa », Damaszener Mitteilungen, vol. 10, no 1,‎ 1998, p. 211–235
- (en) Averil Cameron et Bryan Ward-Perkins, The Cambridge Ancient History- Late antiquity : empire and successors, A.D. 425-600, Cambridge University Press, 2011 (ISBN 9780521325912, lire en ligne)
- (en) Lawrence T. Conrad, « The Arabs », dans A. Cameron, B.Ward-Perkins et M. Whitby, The Cambridge Ancient History, Volume XIV. Late Antiquity: Empire and Successors, A.D. 425–600, Cambridge University Press, 2008 (ISBN 978-0-521-32591-2), p. 678–700
- Mgr. Robert Devreesse, « Arabes-Perses et Arabes-Romains. Lakhmides et Ghassanides. », Vivre et penser, vol. 2,‎ 1942, p. 263-307
- (en) Clive Foss, « Syria in Transition, A. D. 550-750: An Archaeological Approach. », Dumbarton Oaks Papers,, vol. 51, no 64,‎ 1997, p. 189-269
- (en) Elizabeth Key Fowden, The Barbarian Plain: Saint Sergius Between Rome and Iran, University of California Press, 1999 (ISBN 0-520-21685-7, lire en ligne)
- (en) Geoffrey Greatrex et Samuel N. C. Lieu, The Roman Eastern Frontier and the Persian Wars (Part II, 363–630 AD), Routledge, 2002 (ISBN 0-415-14687-9)
- Alexandre G. Grouchevoy, « Trois "niveaux" de phylarques. Étude terminologique sur les relations de Rome et de Byzance avec les Arabes avant l'Islam. », Syria, vol. 72, no 1,‎ 1995, p. 105-131
- (en) Arnold Hugh Martin Jones, The Later Roman Empire (284-602), vol. I, Johns Hopkins University Press, 1964 (ISBN 08018-3285-3)
- (en) Alexander Kazhdan (dir.), Oxford Dictionary of Byzantium, New York et Oxford, Oxford University Press, 1991, 1re éd., 3 tom. (ISBN 978-0-19-504652-6 et 0-19-504652-8, LCCN 90023208)
- Maurice Lenoir, « Ḍumayr, Faux camp romain, vraie résidence palatiale », Syria, vol. 76, no 1,‎ 1999, p. 227-236
- (en) John R. Martindale, A.H.M. Jones et John Morris, The Prosopography of the Later Roman Empire, Volume III: AD 527–641, Cambridge University Press, 1992 (ISBN 9780521201605)
- (en) John Meyendorff, The Byzantine Legacy in the Orthodox Church, St Vladimir's Seminary Press, 1982 (ISBN 0-9138-3690-7, lire en ligne)
- (en) Michael G. Morony, Encyclopædia Iranica, vol. 2, 1987 (lire en ligne), « Arab Conquest of Iran »
- Roger Paret, « Note sur un passage de Malalas concernant les phylarques arabes. », Arabica, vol. 5, no 3,‎ 1958, p. 251-262
- Jean Sauvaget, « Les Ghassanides et Sergiopolis. », Byzantion, vol. XIV, no I,‎ 1939, p. 115-130
- (en) Irfan Shahîd, Al-Hira in The Encyclopedia of Islam, New Edition, Volume III: H–Iram, BRILL, 1986 (ISBN 90-04-08118-6), p. 462–463
- (en) Irfan Shahîd, Ghassān in The Encyclopedia of Islam, New Edition, Volume II: C–G, BRILL, 1991 (ISBN 90-04-07026-5), p. 462–463
- (en) Irfan Shahîd, Byzantium and the Arabs in the sixth century, Volume 1, Dumbarton Oaks, 1995 (ISBN 978-0-88402-214-5, lire en ligne)
- (en) Warren Treadgold, A History of the Byzantine State and Society, Stanford University Press, 1997 (ISBN 0-8047-2630-2)
- (en) Michael Whitby, « The successors of Justinian », dans A. Cameron, B.Ward-Perkins et M. Whitby, The Cambridge Ancient History, Volume XIV. Late Antiquity: Empire and Successors, A.D. 425–600, Cambridge University Press, 2008 (ISBN 978-0-521-32591-2), p. 86–111